# Sacra corona unita
La Sacra corona unita è un'organizzazione criminale italiana di connotazione mafiosa che ha il suo centro in Puglia, prevalentemente attiva nel Salento e che ha trovato degli accordi criminali con organizzazioni criminali dell'est europeo e dell'America Latina. Per la sua specificità emerge e si distacca dalle altre mafie italiane.
Ha raggiunto il suo apice tra la fine degli anni ottanta e l'inizio degli anni novanta del XX secolo. Successivamente all'intervento dello Stato, e a un gran numero di arresti, è stata indebolita e marginalizzata, per poi perseguire a partire agli anni dieci del XXI secolo, una strategia di mimetizzazione e di infiltrazione nel tessuto imprenditoriale, alla ricerca del massimo consenso in tutti gli strati della società, come denunciato più volte da Cataldo Motta, procuratore capo della Direzione Distrettuale Antimafia (DDA) di Lecce.

## Nome
Il nome di questa organizzazione trova radici nella classica cultura mafiosa:
- Sacra: poiché, al momento dell’affiliazione, il nuovo membro viene “battezzato” o “consacrato”;
- Corona: nelle processioni si usa il rosario;
- Unita: per ricordare la forza di una catena fatta di tanti anelli.

## Storia

### Premesse
A partire dagli anni cinquanta, la Puglia, come altre regioni d'Italia, fu scelta come zona dove inviare al soggiorno obbligato pericolosi criminali appartenenti a Cosa nostra, alla 'Ndrangheta e alla Camorra.
Nel 1978 la Guardia di Finanza lanciò una dura offensiva contro il contrabbando di sigarette a Napoli e perciò le organizzazioni contrabbandiere campane spostarono tale traffico (insieme a quello delle armi e dell'eroina) lungo le coste pugliesi di fronte alla Jugoslavia e all'Albania, luoghi di smistamento principali per queste merci illegali. Così anche il traffico di droga divenne un'attività importante: i clan pugliesi inoltravano l'eroina verso il Nord Italia e la smerciavano sulle piazze di spaccio della Lombardia, Veneto e Toscana, dove si contavano migliaia di tossicodipendenti.
Nel 1981 il boss camorrista Raffaele Cutolo affidò a Pino Iannelli e a Alessandro Fusco il compito di fondare in Puglia un'organizzazione di diretta emanazione della Nuova Camorra Organizzata, che prese infatti il nome di Nuova camorra pugliese (NCP), cui si affiliarono anche i boss tarantini Aldo Vuto e Antonio Modeo.
Questa associazione prese piede soprattutto nel foggiano e nel tarantino a causa della vicinanza territoriale e dei contatti preesistenti tra esponenti della malavita locale e i camorristi campani. Nel Salento invece questi tentativi di infiltrazione trovarono una certa resistenza da parte della malavita del posto, che si conclusero con l'omicidio di Remo Morello, pregiudicato leccese che si opponeva ai napoletani.

### Fondazione della SCU
Come risposta al tentativo di Cutolo di espandersi in Capitanata, la 'Ndrangheta diede vita alla Sacra Corona Unita (SCU), associazione malavitosa di stampo mafioso formata da esponenti locali.
Pare sia nata la notte di Natale del 1981, ma verosimilmente altre fonti danno come data di fondazione il 1º maggio 1983, allorquando il mesagnese Giuseppe Rogoli, detto Pino, già affiliato al clan della 'ndrangheta Bellocco di Rosarno, chiesto e ottenuto il permesso al capobastone Umberto Bellocco, fondò la prima 'ndrina pugliese all'interno del carcere di Bari, dove era detenuto.
In risposta alla formazione della SCU, nacque nel carcere di Pianosa la Famiglia Salentina Libera (F.S.L.), fondata dal detenuto leccese Salvatore Rizzo con propri riti e statuti (il cosiddetto «Codice Salentino») che rivendicavano l'indipendenza dei criminali salentini da qualsiasi organizzazione criminale esterna.

### Antonio Antonica
A causa dello stato di detenzione di Rogoli, Antonio Antonica era stato nominato responsabile unico delle attività illecite che si svolgevano nell'area brindisina. Antonica ebbe il compito anche di nominare alcuni capi zona della provincia di Brindisi. Con le prime scarcerazioni il numero degli affiliati aumentò e ognuno pretendeva la sua parte di guadagno.
Antonica sentiva il peso dell'organizzazione tutto sulle sue spalle ed ebbe una discussione con Rogoli perché rifiutò di trafficare droga.
Antonica, così, preferì abbandonare Rogoli e creare un clan contrapposto. Questo comportò l'inizio di una guerra lunga tre anni di conflitti e sgarri che portò alla sua uccisione nel 1989 presso l'ospedale di Mesagne,  dove era ricoverato per un precedente attentato.

### La Nuova Sacra corona unita
Nel 1986 il gruppo criminale barese capeggiato da Savinuccio Parisi e quello foggiano di Giosuè Rizzi e Pino Iannelli, risentiti con Pino Rogoli a causa delle sue esplicite ammissioni nel processo in cui erano imputati insieme a Bari, si staccarono dalla Sacra corona unita e divennero autonomi. Iniziò la rifondazione della Sacra corona unita partendo dalle modalità di affiliazione, con regole più rigide e severe. Così nel carcere di Trani nacque la Nuova Sacra corona unita (NSCU), il cui statuto sarebbe stato firmato oltre che da Rogoli, da Vincenzo Stranieri di Manduria, da Alberto Lorusso (futuro boss di Grottaglie) e da Mario Papalia, tarantino legato a Cosa nostra.
Nel 1987 la NSCU era composta dalle famiglie più rappresentative del brindisino guidate da Salvatore Buccarella, Alberto Lorusso, Giovanni Donatiello, Giuseppe Gagliardi e Ciro Bruno (pentito morto in carcere nel 2010) e da qualche propaggine nella provincia di Taranto.
Alla lunga proprio il gran numero di cosche contribuirà ad un altro periodo di tensione all'interno dell'organizzazione tra brindisini e leccesi. Lo schieramento brindisino della Sacra corona unita, con Salvatore Buccarella e Giovanni Donatiello, è stato quello che dimostrò nel corso degli anni una maggiore compattezza, finché non è stato colpito da una pesante offensiva giudiziaria.
La Sacra Corona Unita dopo la rifondazione era presente in città delle province di Brindisi e Taranto: Mesagne, Oria, Ostuni, Carovigno, Torre Santa Susanna, Latiano, Francavilla Fontana, Ceglie Messapica, Villa Castelli (città dove la SCU ha avuto membri importanti), Grottaglie, Lizzano, Crispiano, Manduria, Pulsano e San Marzano di San Giuseppe.
La città di Brindisi era stata soprannominata "Marlboro City" negli anni novanta a causa dell'enorme flusso di sigarette di contrabbando provenienti dal vicino Montenegro, dove numerosi boss della SCU si erano trasferiti perché ricercati e ne avevano approfittato per creare nuovi canali di approvvigionamento delle sigarette (e della droga) grazie ai legami compiacenti instaurati con la politica e l'imprenditoria di quel Paese.

### Il contrasto
L'esistenza della SCU emerse fin dal 1984 grazie alle indagini del magistrato Alberto Maritati a seguito della scoperta in carcere di lettere e quaderni contenenti codici e strutture dell’organizzazione criminale, fino ad arrivare al maxi-blitz con centinaia di arresti disposto dal giudice istruttore di Lecce Vincenzo Taurino nella notte del 16 giugno 1989: ne seguì il maxiprocesso contro “De Tommasi Giovanni + 133” che si concluse il 23 maggio 1991, quando la Corte d’assise di Lecce condannò numerosi esponenti dell’organizzazione e riconobbe la SCU come associazione di stampo mafioso.
L'Operazione Salento inizia il 10 maggio 1995 e termina il 3 novembre 1995, prendono parte 1 713 soldati dell'Esercito Italiano. L'operazione, nata principalmente per fronteggiare l'immigrazione clandestina, ebbe risultati molto positivi anche nella lotta alla SCU. Queste sono state le attività svolte:
- 2 650 posti di osservazione;
- 20 pattugliamenti in profondità;
- 787 controlli di autoveicoli;
- 3 404 identificazioni di persone;
- 4 829 fermi di clandestini;
- 70 fermi di persone sospette.

Le pene inflitte agli affiliati furono numerose e severe tanto da decapitare quasi del tutto l'organizzazione.
Con l'Operazione Primavera condotta in Puglia tra il 28 febbraio 2000 ed il 30 giugno 2000 si mette fine al contrabbando di sigarette e generi di monopolio quasi in maniera definitiva, rendendo questa attività del tutto marginale se non inesistente.
Le attività di contrasto alla Sacra Corona Unita continueranno fino ai giorni nostri, collocando l'organizzazione ai margini del panorama mafioso italiano ed internazionale.

### Gli anni 2000
Negli ultimi anni sono emersi numerosi nuovi personaggi, dai soprannomi coloriti, che hanno concentrato sul racket, sul contrabbando di sigarette e sulla droga, le principali attività criminali. Alcuni di loro hanno fondato la Sacra corona libera. Ultimamente qualche membro di rilievo della SCU ha deciso di collaborare con le forze di polizia italiane, determinando così l'arresto di alcuni esponenti dell'organizzazione.
Nel 2002 il presidente della Repubblica del Montenegro, Milo Djukanovic, fu indagato dalla Direzione distrettuale antimafia di Bari per associazione mafiosa finalizzata al traffico internazionale di sigarette di contrabbando, a causa di suoi asseriti legami con alcuni boss della SCU latitanti in Montenegro. Le accuse furono definitivamente archiviate perché Djukanovic godeva dell’immunità diplomatica riservata ai capi di Stato.
Secondo la Direzione investigativa antimafia, oggi la criminalità organizzata pugliese "si presenta disomogenea, anche in ragione della persistente pluralità di consorterie attive, molto diversificate nell'intrinseca caratura criminale e non correlate da architetture organizzative unificanti".
Nel 2008 viene assassinato Peppino Basile, consigliere provinciale dell'Italia dei Valori, impegnato in costanti denunce sulle infiltrazioni mafiose a Ugento (Le).
Secondo il rapporto della Direzione investigativa antimafia, analizzando l'andamento delle segnalazioni sul sistema SDI di fatti -reato ex art. 416 bis codice penale- si nota una notevole diminuzione nella regione delle denunce di tali fattispecie delittuose, che si attestano al numero di 3. L'interpretazione di questo andamento, da leggere sinergicamente con gli andamenti dei dati delle associazioni a delinquere non connotate da profili mafiosi (47), deve tenere in adeguato conto il positivo risultato storico di un'incisiva attività delle forze di polizia nel corso degli anni, il cui risultato giudiziario ha conseguito la detenzione di molti elementi apicali dei maggiori gruppi criminali. Il 23 aprile 2011 è stato arrestato ad Oria colui che aveva preso le redini dell'organizzazione dai capi storici (Giuseppe Rogoli e Salvatore Buccarella), il latitante Francesco Campana. 
Con l'arresto di Campana, che segue a poca distanza l'operazione Last Minute del 28 dicembre 2010 con la quale furono arrestati 18 tra capi e promotori della Sacra corona unita sulla base delle accuse del collaboratore di giustizia Ercole Penna, si ritiene di aver inflitto un durissimo colpo alla criminalità organizzata locale.
Nel gennaio 2024 vengono arrestate 37 persone appartenenti alla Sacra Corona Unita e sequestrati oltre un milione di euro all'organizzazione nella provincia di Lecce. Gli investigatori ritengono sia una frangia della Sacra Corona Unita retta dal presunto boss Fernando Nocera.

## Struttura

### Rito d'iniziazione
L'aspirante mafioso viene condotto dagli altri affiliati in una stanza, dove su un tavolo sono disposti alcuni oggetti simbolici: un pugnale; una pastiglia, utile per suicidarsi in caso di violazione del giuramento; un fucile, simbolo della punizione dell'affiliato traditore; un limone, che serve a guarire le ferite, e un batuffolo di cotone, che, secondo la leggenda, rappresenta il Monte Bianco, luogo ritenuto sacro. Con il pugnale viene inciso un dito o un braccio dell'iniziato e il sangue fatto scorrere su una santina dell'arcangelo Michele, che viene bruciata, mentre pronuncia un giuramento:
(1. Giuramento)
(2. Giuramento)
(3. Giuramento)

### Gerarchia
Il primo grado è la "picciotteria", il successivo il "camorrista", cui seguono "sgarrista", "santista", "evangelista", "trequartino" o "trequartista", "medaglione" e "medaglione con catena della società maggiore". Sono gradi di chiara matrice 'ndranghetista.
L'organo direttivo dell'organizzazione è composto da Giuseppe Rogoli e dai suoi fedelissimi più stretti, che costituiscono la "Coppa", ossia il centro della "Corona" che simboleggia l'associazione.
Otto medaglioni con catena compongono la "Società segretissima" che comanda un corpo speciale chiamato la "Squadra della morte".
Bisogna specificare che questa piramide di ruoli ha un valore soprattutto simbolico: spesso il potere detenuto dal singolo affiliato non corrisponde in realtà alla sua posizione nella gerarchia formale.

## Faide
(Nicola Gratteri "Fratelli di sangue")
Faida del Brindisino
Negli anni dal 1989 al 1991 si scatena nel brindisino una faida, con l'obiettivo di eliminare i criminali che rifiutavano di sottostare alla Sacra corona unita per assumere il totale controllo di numerose attività illecite (prima tra tutte il contrabbando di sigarette): sarà calcolata una media di più di cento morti ammazzati (finirono uccisi, tra gli altri, Antonio Antonica, braccio destro di Rogoli, ed Emanuele Rogoli, fratello di Pino), definita come una delle maggiori cause dell'idebolimento dei clan in tutta l'area del brindisino, capeggiata allora dal clan Buccarella (Tuturano).
Faida nel leccese
La faida si svolse negli anni tra il 1988 e il 2002 e fu causata dal deterioramento dei rapporti tra il boss Antonio Dodaro e i suoi fedelissimi (tra tutti Giovanni De Tommasi e Mario Tornese) a causa della pace siglata nel carcere di Lecce tra Pino Rogoli e la Famiglia Salentina Libera, guidata dal boss leccese Salvatore Rizzo e dal cognato Pantaleo De Matteis, che cambiò nome in Nuova Famiglia Salentina (NFL). La contrapposizione si concretizzò nell'omicidio di Dodaro che fu barbaramente assassinato insieme alla moglie e al suocero nella loro abitazione, a Galugnano, il 17 dicembre 1988. Nello stesso anno in provincia di Lecce si registrarono 126 tra omicidi e tentati omicidi. Inizialmente la faida vide contrapposti i clan De Tommasi e Vincenti di Surbo (affiliato alla Nuova Famiglia Salentina) e poi De Tommasi contro l'ex alleato Tornese e successivamente all'interno dello stesso clan De Tommasi tra il gruppo Toma-Cerfeda e Pellegrino-Presta-Vincenti. Nel 2001, nel corso di una sparatoria in un bar di Frigole (Lecce) per colpire un uomo del clan Vincenti, fu ferita una bambina di due anni.
Faida del sud Salento
A partire dal 2010 la SCU del sud Salento si arricchisce con lo spaccio di cocaina nelle numerose località balneari in periodo estivo. Il fiume di denaro derivante dallo spaccio, genera una serie di tradimenti interni ai clan. A farne le spese fu lo storico boss di Gallipoli Salvatore Padovano, detto “Nino Bomba” ucciso dal fratello Rosario Padovano, e Augustino Potenza, boss di Casarano. 
Nel 2018, Melissano viene insanguinata da due omicidi di mafia, in cui cadono vittime Manuel Cesari, 32 anni, a marzo, crivellato di colpi davanti ad un fast food della cittadina, e Francesco Fasano, 22 anni, a luglio, ucciso con un colpo alla testa e abbandonato per strada. 
Nel 2019, ad aprile, Mattia Capocelli cade vittima di un agguato a colpi di pistola a Maglie. Nel corso dell’anno, un tentato omicidio sconvolge di nuovo Casarano, in cui la vittima, Antonio Amin Afendi, 28 enne, compagno della vedova di un boss, miracolosamente riesce a sopravvivere ad un agguato, in cui furono sparati diversi colpi di kalashnikov e che ferirono Afendi al collo e ad una spalla mentre era in auto.

## Economia
Secondo recenti dati forniti dall'Eurispes, sembra che la Sacra corona unita guadagni:
- 999 milioni di euro l'anno dal traffico di stupefacenti
- 693 milioni dalla prostituzione
- 591 milioni dal traffico di armi
- 387 milioni dall'estorsione e dall'usura.

Un giro d'affari di circa 3 miliardi e mezzo di euro.
Nel 2021 la Puglia si attesta come seconda regione italiana (dopo la Campania) per numero di denunce relative ai reati di estorsione ed usura.

## Esponenti principali

### LaCoppa
- Giuseppe Rogoli, detto Azzarone (fondatore e capo).
- Antonio Antonica (di Mesagne, capo), ucciso nel 1989.[16]
- Salvatore Buccarella (di Tuturano, capo)[5]
- Fernando Nocera (di  Carmiano, capo)[51]
- Gabriele Tarantino (di Monteroni, capo)
- Ciro Bruno (di Torre Santa Susanna, capo)[5]
- Giuseppe Gagliardi (di Mesagne, capo)[28]
- Giovanni Donatiello (di Mesagne, capo)[52]

### Capizona
- Vincenzo Stranieri (di Manduria, capozona per la provincia di Taranto)[5][53]
- Antonio Dodaro (capozona per la provincia di Lecce), ucciso nel 1988 insieme alla moglie e al suocero.[5][13][45]
- Gianfranco Pugliese (capozona per la città di Brindisi)[5]
- Savino Parisi (capozona per la provincia di Bari)[54]
- Giosuè Rizzi (capozona per la provincia di Foggia), ucciso dopo la sua scarcerazione nel 2012.[5]

### Altri capi
- Francesco Campana (di Mesagne, capo)
- Salvatore Padovano (di Gallipoli, capozona per la provincia di Lecce in sostituzione di Antonio Dodaro, ucciso in un agguato)[13], è stato ucciso nel 2008.[55]
- Massimo Pasimeni (di Mesagne, capo e fondatore della Sacra corona libera)[17][28][56]
- Giovanni De Tommasi (di Campi Salentina, capo e fondatore della Rosa dei Venti)[13]
- Francesco Prudentino (di Ostuni, capo della SCU in Montenegro), arrestato nel 2000 a Salonicco (Grecia) dopo sei anni di latitanza.[57] Era inserito nella lista dei latitanti di massima pericolosità.
- Santino Vantaggiato (di Brindisi, capo), ucciso nel 1998 a Bar (Montenegro) dove trascorreva la latitanza.[43]
- Francesco Locorotondo (di Crispiano, capo con il grado di catena con medaglione)[58]
- Cataldo e Giuliano Cagnazzo (capi di Lizzano)[58]

Giuseppe La Piccirella ( di San Severo ) con grado di "capo della batteria"

## Collaboratori di giustizia
Di seguito alcuni boss della SCU che hanno scelto di collaborare con la giustizia:
- Romolo Morello (di Lecce), considerato il primo "pentito" della SCU, costretto a ritrattare e poi ucciso nel 1991.[60][5]
- Cosimo Cirfeta (di Copertino), affiliato prima alla SCU e poi tra i fondatori della Rosa dei Venti[61], si suicidò in carcere nel 2006.[62]
- Massimo D'Amico (di Mesagne), tra i fondatori della Sacra corona libera.[63]
- Vito Di Emidio (di Brindisi)[64][65], era inserito nella lista dei latitanti di massima pericolosità.
- Dario Toma (di Campi Salentina), ex braccio destro di Giovanni De Tommasi[66].
- Ercole Lino Penna (di Mesagne), marito della nipote di Pino Rogoli.[67][29]
- Sandro ed Antonio Campana (di Mesagne), fratelli del boss Francesco; Sandro si è suicidato nel 2020 nella località segreta in cui si trovava sotto protezione.[68]

## Clan principali
La Sacra Corona Unita è divisa in 60 clan autonomi nella propria zona ma tenuti a rispettare interessi comuni a tutti i circa 1 811 affiliati della Sacra Corona Unita. Si tratta di un'organizzazione strutturata orizzontalmente, internazionale e uguale alla 'Ndrangheta.
Provincia di Barletta-Andria-Trani
- Clan Pastore (Andria)
- Clan Griner (Andria)
- Clan Pistillo
- Clan Matarrese
- Clan Lattanzio

Provincia di Brindisi
- Clan Rogoli - Campana (Mesagne)
- Clan Bruno (Torre Santa Susanna)
- Clan Buccarella (Tuturano)[71]
- Clan Sabatelli[71]
- Clan Rochira (Francavilla Fontana)[72]
- Clan Brandi[71]
- Clan Pasimeni - Vicientino - Vitale (Mesagne)
- Clan Donatiello (Mesagne)[73]
- Clan Soleti (San Donaci)[73]
- Clan Cigliola[73]
- Clan Leo[73]
- Clan Bleve[73]
- Clan Emidio[73]
- Clan D'Onofrio[73]
- Clan Nigro - Detto "Scianghedde" (Ceglie Messapica)[74]

Provincia di Lecce
- Clan Rizzo (Lecce)[71]
- Clan Tornese (Monteroni di Lecce)[71]
- Clan De Tommasi (Campi Salentina)[71]
- Clan Briganti (Lecce)[71]
- Clan Coluccia[71]
- Clan Nocera[75]
- Clan Padovano (Gallipoli)[71]
- Clan Margiotta[76]
- Clan Scarcella-Albertini[77]
- Clan Donatiello[73]
- Clan Buccarella[73]
- Clan Conte (Copertino)[73]
- Clan Calzolaro-fortunato (Matino)[73]
- Clan Scarlino - Giannelli

Provincia di Taranto
- Clan Locorotondo (Crispiano)[71]
- Clan Basile (Taranto)[53]
- Clan Stranieri (Manduria)[53]

## Divisioni interne

### Società foggiana
La Società foggiana è un cartello criminale di stampo mafioso, legato alla Sacra corona unita, che ha il suo centro nella città di Foggia e che ha trovato accordi con organizzazioni criminali come la mafia siciliana, la camorra e la 'ndrangheta. Il Foggiano, a causa della vicinanza con la Campania, ha risentito dell'influenza della camorra e della defunta Nuova Camorra Organizzata di Raffaele Cutolo. La criminalità, organizzata in "batterie" (Sinesi-Francavilla, Mansueto-Trisciuoglio-Prencipe, Moretti-Pellegrino-Piscopia), è risultata in costante evoluzione ed ha aggregato in una società tutte le espressioni emergenti del territorio, riuscendo ad infiltrarsi nelle aree costiere limitrofe, nelle quali ha progressivamente imposto i propri interessi illeciti nel terziario e nelle costruzioni, in particolare assumendo il controllo del settore delle onoranze funebri.

### La Rosa
Nel 1987 Rogoli affidò a Oronzo Romano e Giovanni Dalena la costituzione di un'altra 'ndrina propagine della SCU nel Sud Barese chiamata La Rosa, sempre con il consenso della 'ndrangheta per controllare il traffico di droga nella zona. L'ascesa di questa nuova organizzazione viene fatta coincidere con l'omicidio di Ottavio Santonastasi, il boss incontrastato della zona di Monopoli che si opponeva all'ascesa di questi nuovi criminali. Venne sgominata nel 1989 dalle indagini del giudice istruttore Alberto Maritati, che fece arrestare e processare i suoi affiliati.

### Sacra corona libera
La Sacra corona libera fu fondata nel 1998 da Massimo D'Amico, Antonio Vitale e Massimo Pasimeni, criminali mesagnesi già appartenuti alla Sacra corona unita. Nasce a causa di contrasti avuti con Salvatore Buccarella e Francesco Campana, vertici della SCU ancora fedeli a Pino Rogoli, e propone alcune differenze: l'uso di minorenni come manovalanza e l'abolizione dei riti d'iniziazione ed, oltre a Mesagne, è presente anche nei comuni di Villa Castelli, Cellino San Marco, Latiano, Torre Santa Susanna e Francavilla Fontana. Venne sgominata dalla collaborazione con la giustizia di Massimo D'Amico nel 2001 e poi anche grazie a quella di Ercole Penna, altro criminale mesagnese, nel 2010.

### Rosa dei venti
La Rosa dei venti prese vita nel carcere di Lecce nel 1990 da Giovanni De Tommasi, Cosimo Cirfeta e Vincenzo Stranieri che richiesero il permesso alla 'Ndrangheta di staccarsi dalla Sacra Corona Unita per contrasti avuti con Rogoli. La nuova organizzazione divenne operativa a Campi Salentina, Manduria, Salice Salentino, Surbo, Veglie, Copertino e Taranto ma venne subito sgominata dai numerosi arresti effettuati dalle forze dell'ordine a seguito della collaborazione con la giustizia di Cosimo Cirfeta.

## Filmografia
- LaCapaGira (1999)
- Mio cognato (2003)
- Le bande (2005)
- Fine pena mai (2007)
- Galantuomini (2008)
- Libera nos a malo (2008) - documentario
- Squadra antimafia 2 - Palermo oggi (2009) – serie TV
- Catene (2000-2010) – sitcom
- Marpiccolo (2009)
- Il capitano Maria (2018) – serie TV
- Ti mangio il cuore (2022)